# Lucid Air
El Lucid Air es un automóvil eléctrico de cinco plazas y altas prestaciones presentado el 15 de diciembre de 2016 y desarrollado por el fabricante estadounidense Lucid Motors.
En agosto de 2020 las pruebas preliminares alcanzaron una autonomía EPA oficiosa de hasta 517 millas (832 km), que superaban por mucho la del Tesla Model S Long Range Plus de 402 millas (647 km). La versión superior cuenta con tracción en las cuatro ruedas, una potencia total de 805 kW (1094 CV; 1080 HP) y acelera de 0 a 60 mph (0 a 97 km/h) en 2.5 segundos.
Lucid planeó las primeras entregas para la primavera de 2021.

## Desarrollo

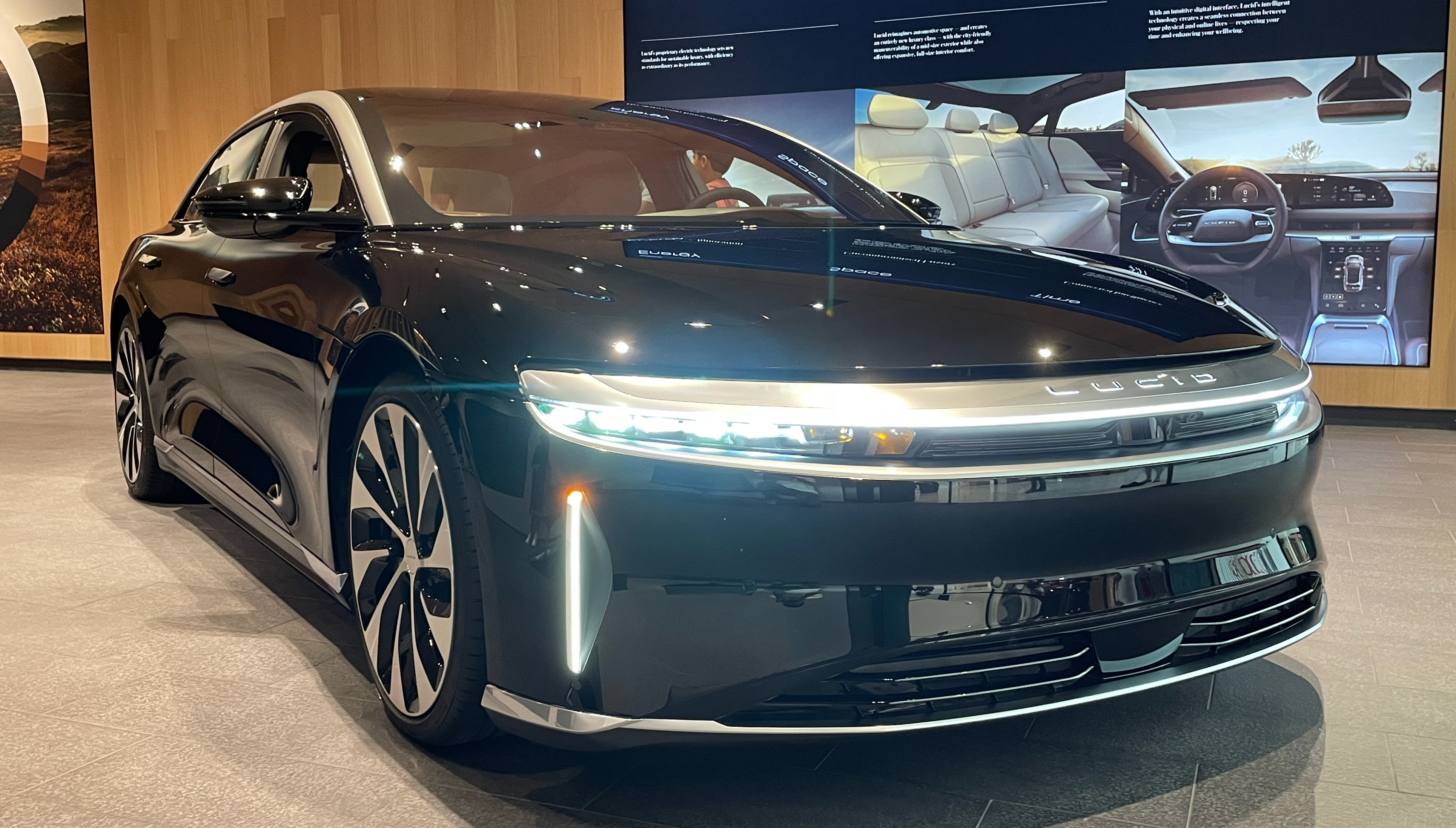
Versión Grand Touring

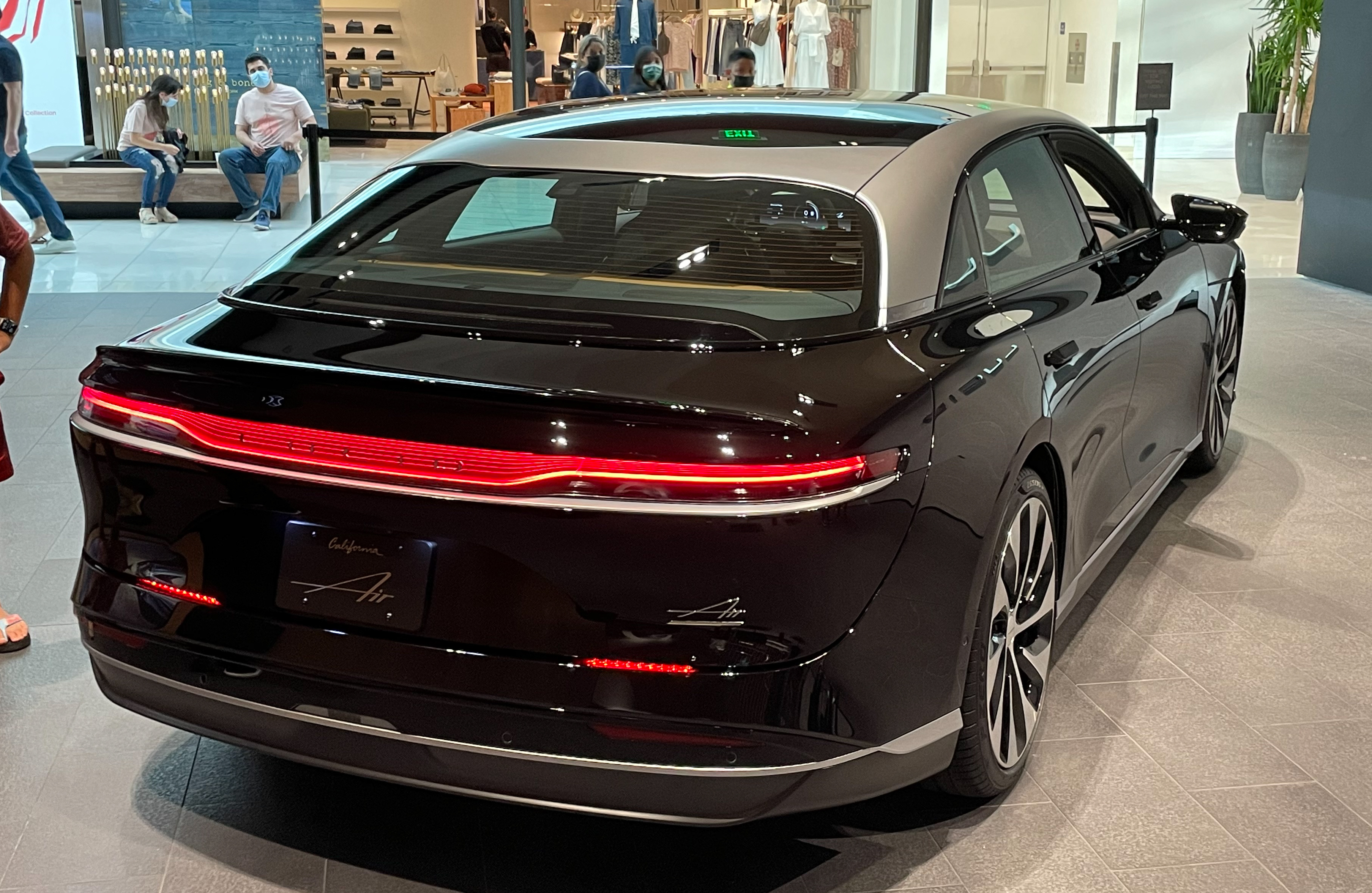
Vista lateral-trasera

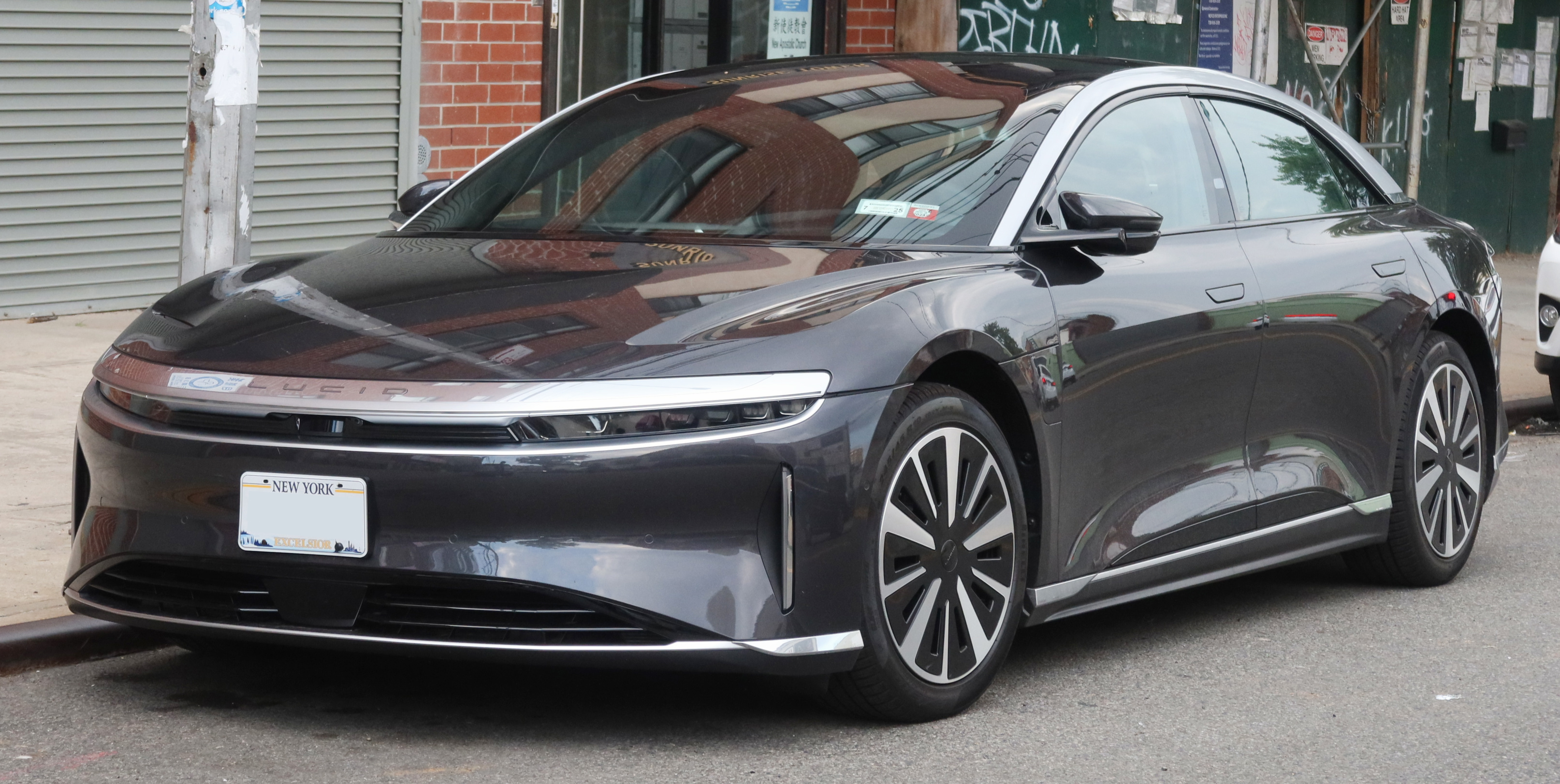
Touring de 2023

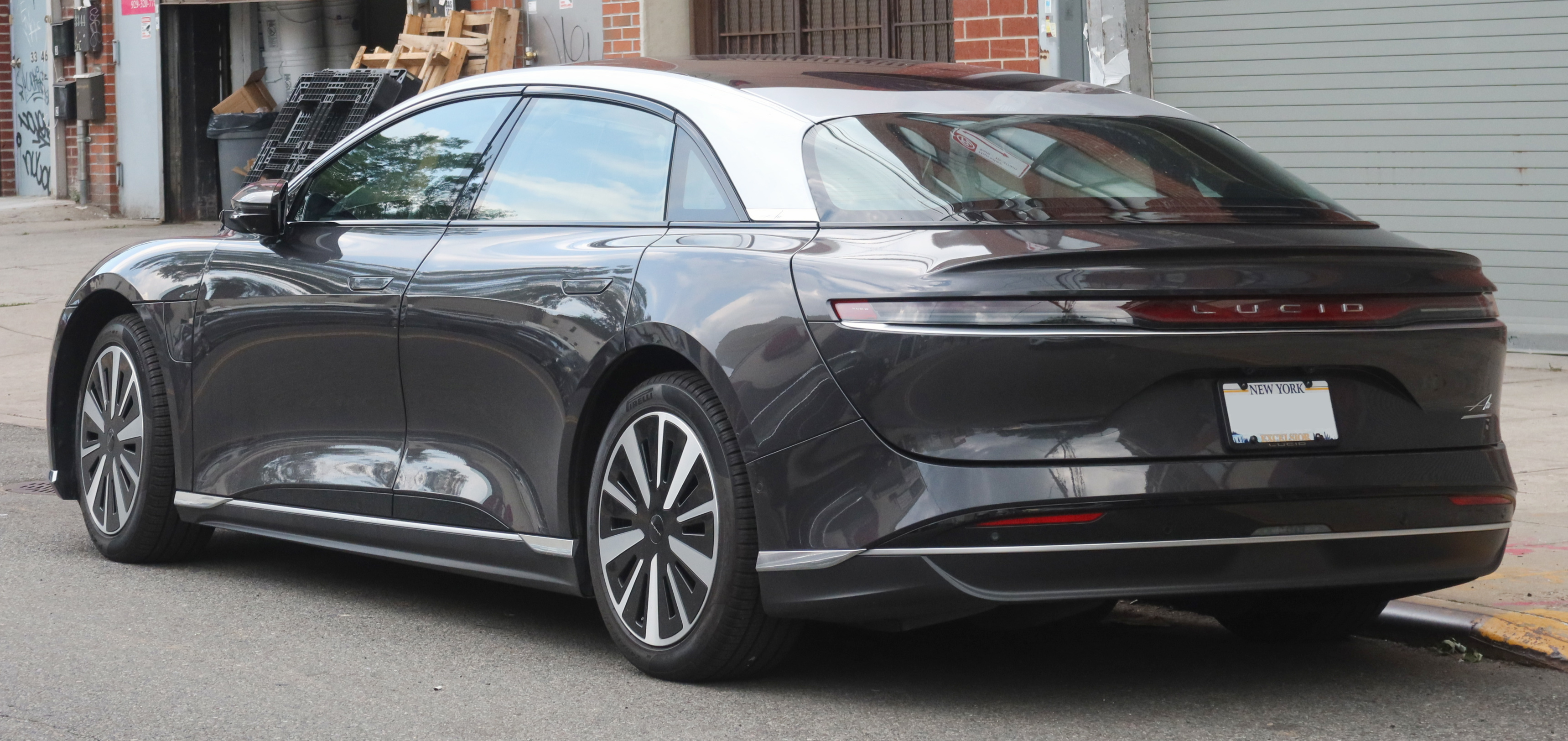
Vista lateral-trasera

En 2007 el anterior vicepresidente de Tesla, Inc. Bernard Tse y otros, fundaron Atieva para fabricar paquetes de baterías. En 2014 decidieron fabricar un coche eléctrico.
En 2016 Atieva fabricó un prototipo de furgoneta basada en la Mercedes-Benz Vito bautizada como «Edna». Almacenaba 87 kWh (313 MJ), tenía dos transmisiones y motores que entregaban 671 kW (912 CV; 900 HP) con tracción en las cuatro ruedas, con lo que aceleraba de 0 a 60 mph (0 a 97 km/h) en 2.74 segundos y alcanzaba el 1/4 de milla (402 m) en 11.3 segundos. Se usó para probar el funcionamiento y las prestaciones reales de su motorización, incluyendo los algoritmos de control del motor, el freno regenerativo, la sensibilidad del pedal del acelerador y las estrategias de refrigeración.
En 2016 la compañía cambió el nombre de Atieva a Lucid, quedando Atieva como una división dentro de Lucid y presentó públicamente un prototipo del Lucid Air.
El 2 de diciembre de 2016 Lucid llegó a un acuerdo con Samsung SDI para el suministro de baterías.
El director ejecutivo Peter Rawlinson, trabajó anteriormente en Jaguar Cars, Lotus Cars, Corus Automotive y fue el ingeniero en jefe del Tesla Model S. Otros ingenieros que trabajaron en Tesla fueron a Lucid: Eric Bach, como director de ingeniería de carrocería, Dr. Louise Zhang, como directora de seguridad, David Mosely, como director de sistemas de motorización y Roger Evans, como director de ingeniería de vehículo.
En septiembre de 2018 un prototipo de Lucid Air consiguió una vuelta récord de vehículo eléctrico de serie en el circuito de WeatherTech Raceway Laguna Seca en 1:41.67 batiendo por siete segundos el anterior récord de un Jaguar I-Pace de 1:48.18. El prototipo montaba neumáticos Pirelli P Zero PZ4, pastillas de freno y líquido de freno de competición, jaula de seguridad y sistema de extinción.
En 2018 Lucid Motors cerró un trato de inversión de mil millones de USD con el fondo soberano de inversión de Arabia Saudita (SAMA) para la producción del Lucid Air. La fábrica localizada en Casa Grande (Arizona), que tendría un coste total para 2025 de US$675 000 000, con una primera fase de inversión de US$168 000 000 en equipos y US$82 000 000 en compra de terrenos.
En mayo de 2019 se podía reservar el Lucid Air en Estados Unidos y Canadá.
El director ejecutivo Peter Rawlinson afirmó que China sería un mercado importante para Lucid Motors.
En septiembre de 2020 se presentó la versión de producción con planes de entrega para la primavera de 2021.

## Diseño

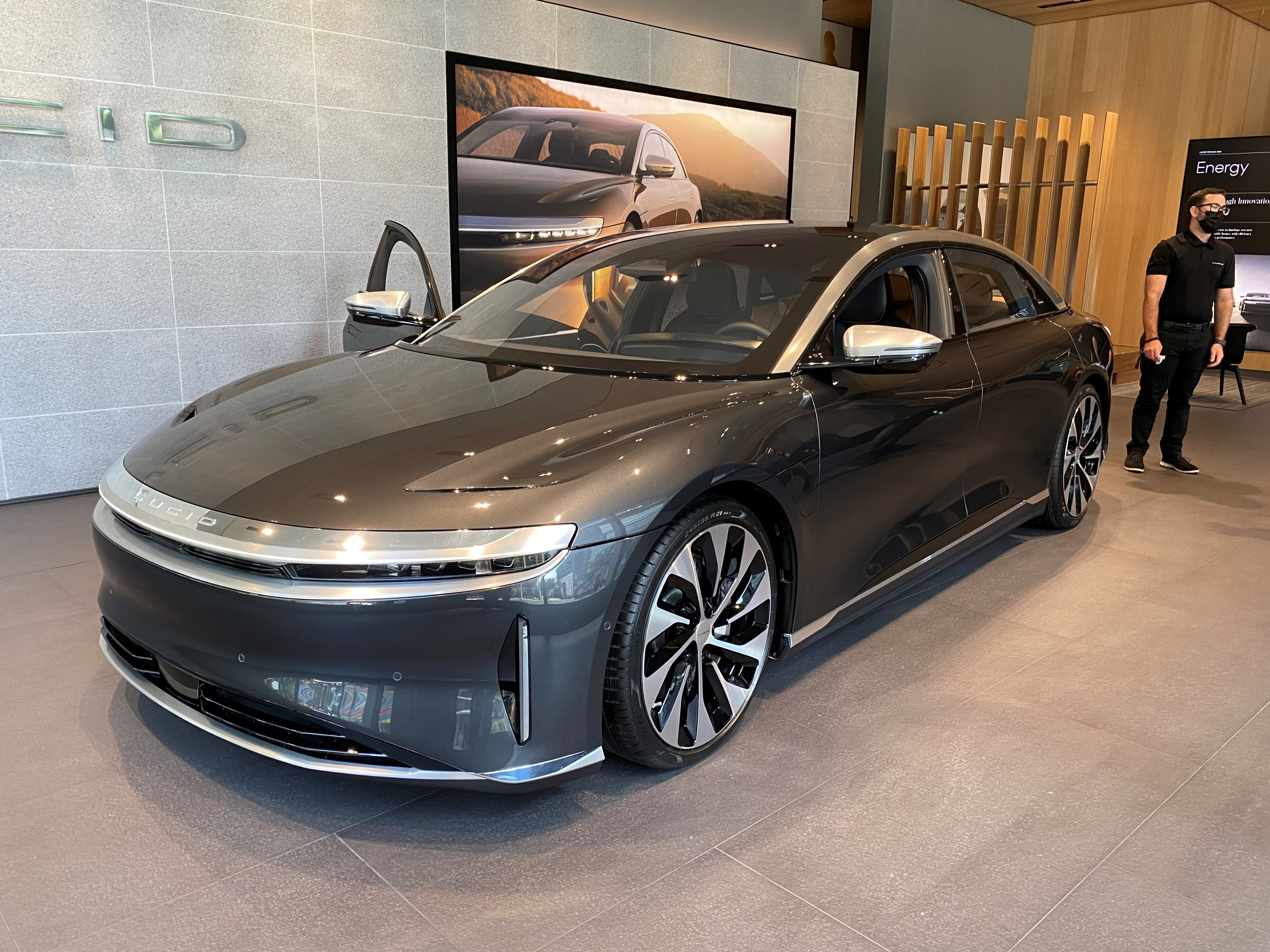
En exhibición en Miami

Es un sedán de lujo de 4 puertas y 4 o 5 plazas de altas prestaciones con el habitáculo mayor que el de un coche de su tamaño y dimensiones. Tiene un nivel avanzado como vehículo autónomo. Lucid tenía planes para iniciar su producción en 2021.
Está diseñado compatibilizando las prestaciones de un cupé deportivo con un mayor habitáculo interior cinco plazas.
El techo de cristal está enmarcado por aluminio satinado. Las manijas están enrasadas y se presentan automáticamente hacia afuera cuando detectan una llave autorizada.
Las puertas traseras se abren hasta 90 grados para mejorar el acceso al habitáculo.
Dispone de una cajuela trasera de 459 litros (16,2 ft³) y otra delantera de 280 litros (9,9 ft³), con una capacidad total de 739 litros (26,1 ft³).
Dispone de muelles de aire invertidos para reducir la masa no suspendida y los acopla con suspensión activa.
En 2022 estarían disponibles opcionalmente los asientos traseros Executive compuestos por dos asientos traseros reclinables hasta 45 grados.
Según versiones y opciones puede montar ruedas de 19 a 21 pulgadas (48,3 a 53,3 cm).

## Autonomía
El 11 de agosto de 2020 el fabricante afirmó que el Lucid Air tenía una autonomía EPA oficiosa de 517 millas (832 km), que superaban en un 28% la del Tesla Model S Long Range Plus de 402 millas (647 km), que era la mayor de un coche eléctrico de serie. Los resultados fueron verificados por la empresa consultora de ingeniería FEV North America. La batería del Tesla era de 100 kWh (360 MJ) y la del Lucid Air era de 113 kWh (407 MJ).  
Lucid lo atribuyó a los motores eléctricos producidos internamente, el diseño aerodinámico y la experiencia de su división de Atieva, que suministra paquetes de baterías para el circuito de carreras de Fórmula E.

## Aerodinámica
En junio de 2020 Lucid Motors esperaba que el Lucid Air fuera la berlina de lujo más aerodinámica en producción. Como consecuencia directa obtendría una autonomía superior.
En el túnel de viento de WindShear consiguió un coeficiente aerodinámico de 0.21.

## Asistencia de manejo
El sistema DreamDrive es un sistema Advanced Driver-Assistance System Sistema avanzado de asistencia de manejo (ADAS), compuesto por 32 sensores: 14 cámaras (3 frontales, 4 laterales, 4 perimetrales, 1 trasera, 1 trasera ojo de pez y 1 de monitorización del chofer), 5 radares (1 frontal de largo alcance, 4 de corto alcance), 12 sensores ultrasónicos de corto alcance, un LIDAR frontal que mapea en tres dimensiones el espacio por delante del vehículo.
Inicialmente dispondría del nivel 2 de vehículo autónomo (SAE) y podría actualizarse a nivel 3 y 4 cuando la tecnología y la legislación lo permitan.

## Motorización
Lucid produce internamente sus baterías, motores eléctricos, transmisiones, inversores y software generando sinergias positivas con el objetivo de obtener la máxima eficiencia.
Lucid Motors usa baterías de iones de litio cilíndricas 2170 producidas por Samsung SDI y LG Chem, empaquetadas muy densamente con tecnología propia de la que tienen más de 300 patentes.
Están refrigeradas por un líquido compuesto de agua y glicol.
El motor eléctrico es el más potente de su tamaño y peso en el mundo, entregando hasta 500 kW (680 CV; 671 HP) y pesando 74 kg (163 libras).
El modelo base tiene 75 kWh (270 MJ) con tracción trasera con un motor eléctrico de 298 kW (405 CV; 400 HP) y 600 N·m (443 pies·libra fuerza), con lo que es capaz de alcanzar una autonomía de 240 millas (386 km).
El resto de versiones tienen un motor eléctrico en cada eje con tracción total.
Una versión superior tiene una batería de 113 kWh (407 MJ) y 517 millas (832 km) de autonomía. Tiene tracción en las cuatro ruedas con una potencia de 671 kW (912 CV; 900 HP).
En pruebas de circuito realizadas en 2017, un prototipo alcanzó una velocidad máxima de 378 km/h (235 mph).
| Versión                          | Air             | Air Touring             | Air Grand Touring       | Air Dream Edition                                                                           |
| -------------------------------- | --------------- | ----------------------- | ----------------------- | ------------------------------------------------------------------------------------------- |
| Tracción                         | Trasera         | Total                   | Total                   | Total                                                                                       |
| Precio                           | < US$80 000     | US$95 000               | US$139 000              | US$169 000                                                                                  |
| Autonomía preliminar (ciclo EPA) |                 | 406 millas (653 km)     | 517 millas (832 km)     | 503 millas (809 km) con 19 pulgadas (48,3 cm) 465 millas (748 km) con 21 pulgadas (53,3 cm) |
| Potencia                         |                 | 456 kW (620 CV; 612 HP) | 588 kW (799 CV; 789 HP) | 805 kW (1094 CV; 1080 HP)                                                                   |
| Aceleración 0-60 mph (0-97 km/h) |                 | 3.2 segundos            | 3.0 segundos            | 2.5 segundos                                                                                |
| 1/4 de milla (402 m)             |                 | 11.4 segundos           | 10.8 segundos           | 9.9 segundos                                                                                |
| Velocidad máxima                 |                 | 155 mph (249 km/h)      | 168 mph (270 km/h)      | 168 mph (270 km/h)                                                                          |
| Capacidad de batería             | 75 kWh (270 MJ) |                         |                         | 113 kWh (407 MJ)                                                                            |
| Disponibilidad en Estados Unidos | 2022            | Invierno de 2021        | Verano de 2021          | Primavera de 2021                                                                           |

## Carga
La carga rápida con el conector de sistema de Carga Combinado puede alcanzar un pico de 300 kW (408 CV; 402 HP), ya que el Lucid Air tiene una arquitectura de 900 V, lo que supondría añadir 500 km (311 millas) de autonomía en 20 minutos. Dispone de un cargador interno AC de 19,2 kW (26,1 CV) y el hardware necesario para la carga bidireccional V2G (Vehicle to Grid), V2V (Vehicle to Vehicle) y V2X (Vehicle to Everything), de modo que el coche puede suministrar electricidad a la red, a una casa o a otro vehículo eléctrico. Lucid ofrece su cargador bidireccional para casa «Lucid Connected Home Charging Station» que permite el intercambio de electricidad entre la casa y el vehículo.
En 2018 Lucid Motors llegó a un acuerdo con Electrify America para usar su red de cargadores rápidos de hasta 350 kW (476 CV; 469 HP) durante tres años gratis.

## Tecnología
Dispone de actualizaciones de software telemáticas (OTA: Over The Air) para mejorar y añadir funciones.
En el panel de instrumentos tiene una pantalla de cristal líquido curva de 34 pulgadas (86,4 cm) horizontal con una resolución 5K. Además, dispone de otra pantalla táctil vertical escamoteable.
Mediante una APP en el teléfono móvil se puede ver el estado de carga, preacondicionar el habitáculo, mandar una ruta al coche, actuar como una llave, buscar puntos de carga cercanos, tocar el claxon y encender las luces. Cuando el chofer se acerca al vehículo las manijas de las puertas se abren hacia afuera. Una vez dentro del habitáculo una cámara hace un reconocimiento facial para comprobar la identidad del chofer y se activan los preajustes personalizados. Se pueden usar comandos de voz a través de Amazon Alexa. Puede proporcionar Wifi a los pasajeros.

## Ventas
Estas se realizan a través de tiendas propiedad del fabricante con vendedores empleados por la compañía. No tiene concesionarios externos.
Los mecánicos y talleres también son de Lucid Motors. Muchas de las averías serán reparadas por un mecánico desplazado al lugar donde esté el vehículo.
En 2021 se abrirían 20 tiendas en Estados Unidos. Al principio solamente vendía en Estados Unidos y Canadá. Los vehículos comprados en Estados Unidos tendrían 3 años de carga gratis en la red de Eletrify America, que en septiembre de 2020 disponía de 440 ubicaciones con más de 2000 postes de carga rápida de hasta 350 kW (476 CV; 469 HP).
En 2022 llegaba al mercado alemán desde los 218 000 €.